# Botanische tuin van Košice
De botanische tuin van Košice maakt deel uit van de Pavel Jozef Šafárik-universiteit (UPJŠ) in Košice. Deze tuin, met een oppervlakte van 30 hectare, is de grootste in zijn soort in Slowakije. Hij is een der belangrijkste in Centraal-Europa en is sinds 1950 voor het publiek toegankelijk.

## Ligging
De tuin ligt aan de Mánesova 23 in het noordelijk stadsdeel Košice-Sever, aan voet van de heuvels nabij de stadsrand.

## Bezienswaardigheden
In totaal zijn er bijna 4.000 plantensoorten. De tuin biedt een rondleiding door een tropische, subtropische en decoratieve flora. Hij staat bekend om zijn arboretum en hoge broeikassen, en ontvangt jaarlijks ongeveer 50.000 bezoekers.
De verzameling van quasi 1.200 cactussen en vetplanten is bijzonder zeldzaam. Naar alle waarschijnlijkheid is dit de grootste verzameling cactussen op het hele grondgebied van voormalig Tsjecho-Slowakije.
In kassen met een totale oppervlakte van 1.742 m² wordt het volgende tentoongesteld:
- orchideeën,
- insectenetende planten,
- tropische flora,
- subtropische flora.

De arbeiders van de tuin dragen ook zorg voor 14 beschermde plantensoorten uit Oost-Slowakije, waarvan er acht met uitsterven bedreigd zijn.

## Bescherming
De botanische tuin van Košice heeft sinds augustus 2002 de status van beschermd gebied. 

## Toegankelijkheid met openbaar vervoer
Openbare tram- en buslijnen verbinden de locatie met het stadscentrum.

## Illustraties

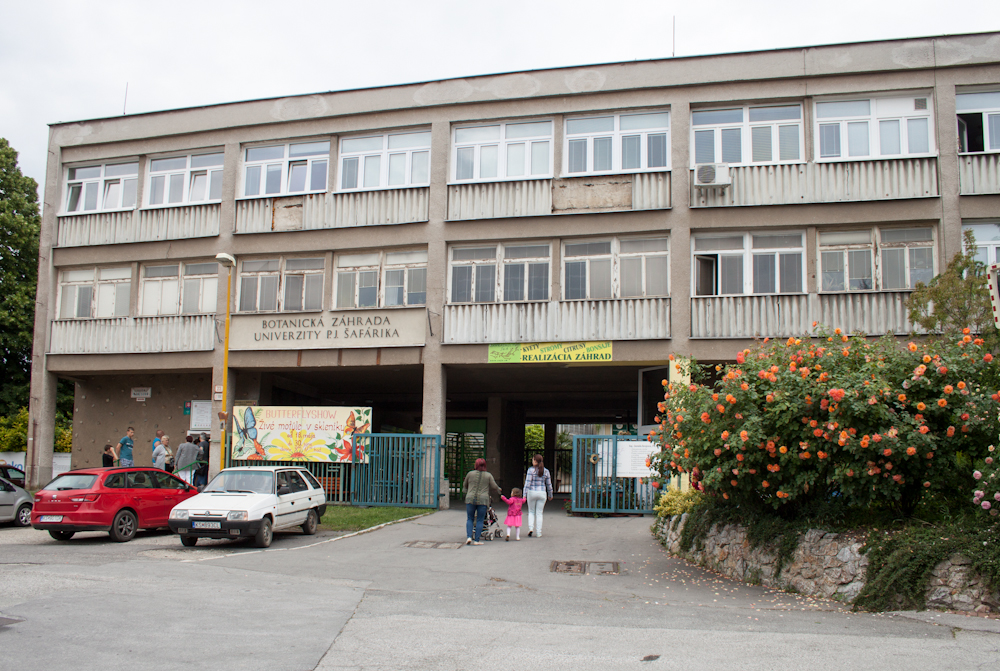
De ingang van de tuin.
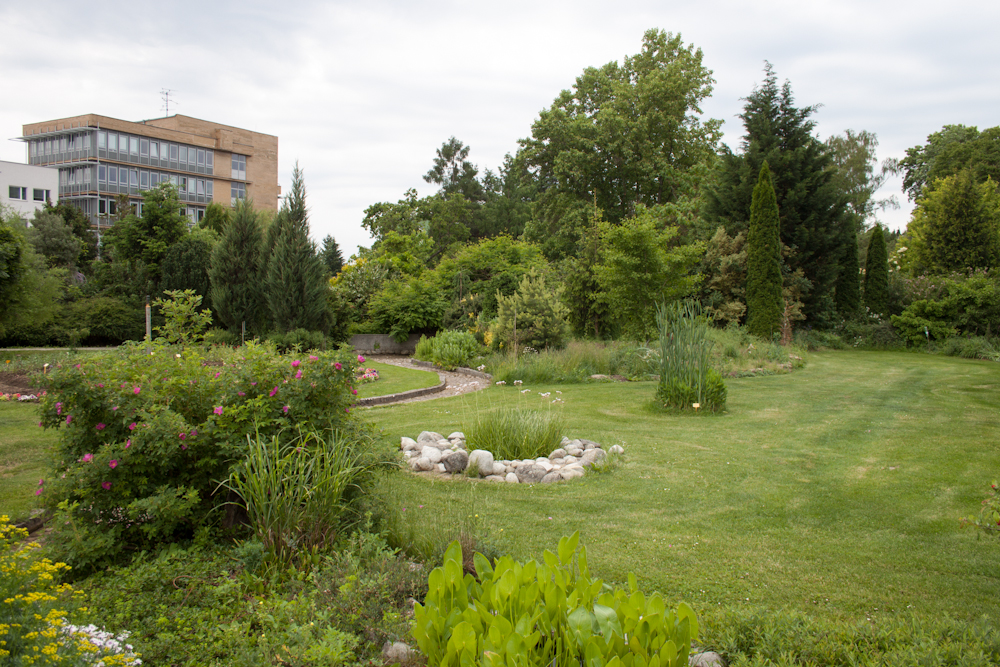
Detail.
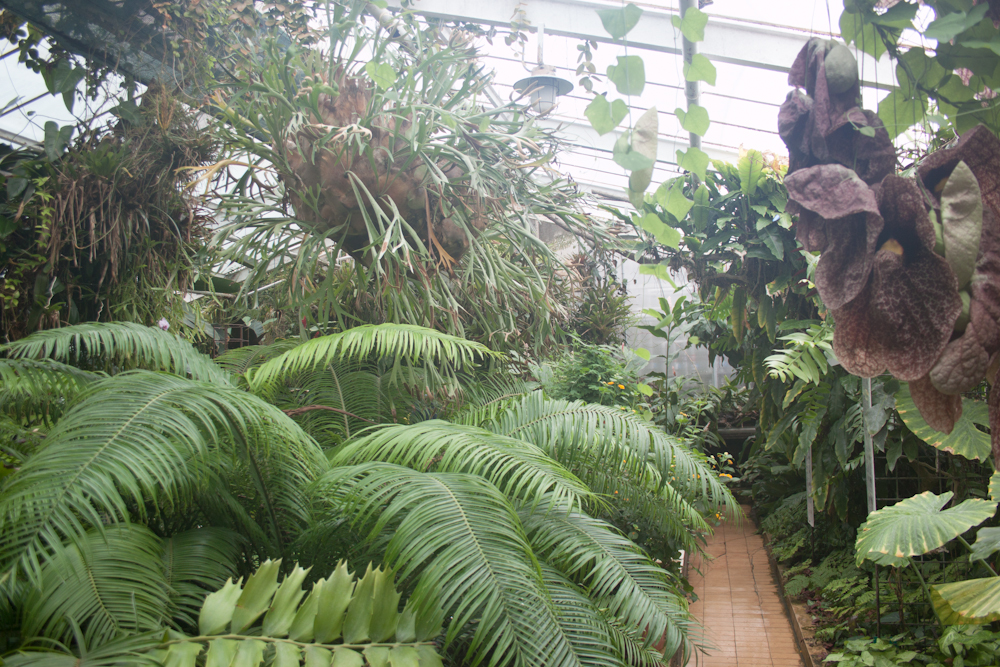
Broeikas.
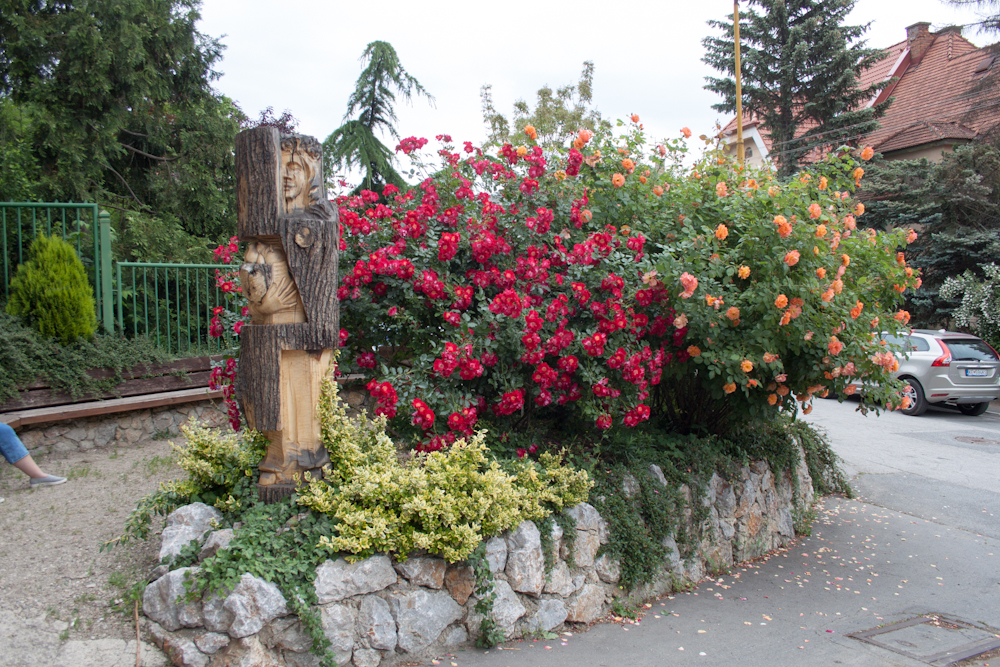
Bloemenperk.